# CHQC-FM
CHQC-FM est une station de radio communautaire francophone situé à Saint-Jean au Nouveau-Brunswick. Elle est, outre Radio-Canada, la radio francophone de la plus importante ville du Nouveau-Brunswick, seule province officiellement bilingue au Canada.

## Description
Créée par la coopérative La Brise de la Baie, la radio fut officiellement en ondes le 26 mars 2006.
C105 a pour but de faciliter la diffusion de la culture francophone dans la région de Saint John et des alentours. Elle est la radio communautaire pour environ 11 060 locuteurs du français à Saint-Jean.
Le format musical est principalement pop-adulte francophone, avec importante diffusion de musique country-acadienne les soirs de semaine ainsi que les week-ends.
CHQC-FM est membre de l'Alliance des radios communautaires du Canada, du Réseau francophone d'Amérique et de l'Association des radios communautaires acadiennes du Nouveau-Brunswick.

## Historique
L'idée d'un projet de radio communautaire a commencé vers 1986. Cette année, on a ouvert des ateliers de radio au public avec l'aide du gouvernement du Québec et de la Fédération des Jeunes Canadiens Français. Par la suite, des membres de l'Association Régionale de la Communauté francophone (ARCf) de Saint-Jean (aussi appelée Conseil communautaire Samuel-de-Champlain) ont commencé une émission de radio française quotidienne avec la radio campus-communautaire du campus Saint-Jean de l'Université du Nouveau-Brunswick. Cependant, le responsable quitte son poste en 1987 et le projet est abandonné. Le projet recommence en mars 1991 comme une radio étudiante,.[réf. incomplète]
En 1999, le comité ad hoc a commencé a vraiment faire grandir le projet avec des études approfondies sur la faisabilité du projet. On a recommencé les émissions de radio francophones quotidiennes sur le radio étudiante de l'Université du Nouveau-Brunswick. Dans les années suivantes, le comité ad hoc a créé divers groupes pour s'occuper du projet et en janvier 2003, la Coopérative la Brise de la Baie ltée a été créée.
La coopérative a fait beaucoup de lobbying auprès du gouvernement pour avoir du financement pour faire des études pour justifier le projet. Celles-ci ont toutes démontré qu'il était réaliste de créer ce nouveau média francophone à Saint-Jean. La coopérative a fait plusieurs levées de fonds jusqu'à ce qu'on ait pu mettre la radio en ondes.
La radio a obtient sa licence de diffusion du CRTC le 26 novembre 2004 et diffuse pour la première fois le 26 mars 2006.
Depuis 2015, la Coopérative radiophonique la brise de la Baie Ltée, CHQC-FM travaille en partenariat avec les radios communautaires francophones de Miramichi, CKMA-FM et avec la radio communautaire francophone de Fredericton, CJPN-FM. Il s’agit du premier projet de partage des ressources mis en place dans trois radios communautaires francophones indépendantes au Canada. Ces trois stations de radios partagent la direction générale, le service de production, leur technicien, le service de comptabilité et certaines de leurs émissions.
Le 19 décembre 2022, CHQC est devenu C105 et C médias en est maintenant propriétaire. La même journée, CJPN à Fredericton, CKRH à Halifax et CKMA (en) à Miramichi ont aussi adopté la marque "C" de C médias.